# Svédország Szociáldemokrata Munkáspártja
Svédország Szociáldemokrata Munkáspártja (svédül: Sveriges socialdemokratiska arbetareparti, rövidítése: S) svédországi baloldali politikai párt, az ország legrégebbi pártja. A pártot gyakran csak Socialdemokraterna (Szociáldemokraták) néven említik. A párt 1921 óta 69 éven át volt tagja a mindenkori kormánykoalíciónak, és 27 éven át volt ellenzékben.

## Ideológiája
A pártot 1889-ben alapították meg, a párt alapvető ideológiája a marxista revizionizmushoz állt közel. A későbbiekben ideológiája a marxizmus helyett, a demokratikus szocializmus és a szociáldemokrácia elvei szerint folytatták politikájukat. 
A párt támogatja a jóléti kiadások fedezését a progresszív adó rendszer révén emellett a korporatizmust is, melynek keretében az egyes érdekcsoportok tárgyalással rendezik kérdéseiket és nem sztrájkokkal.  A párt hevesen ellenzi a diszkrimináció és rasszizmus minden formáját.

### Szociáldemokrácia
A párt fő eredményének tekinti a progresszív adórendszer létrehozását, a méltányos kereskedelem és az alacsony munkanélküliség megteremtését. A jóléti állam a második világháború után alakult ki Svédországban, amely Ernst Wigforss szociáldemokrata politikus által elindított gazdasági programnak köszönhető. Ezt a gazdasági programot "Keynes előtti Keynesianizmus"-nak nevezeték utólag. Ehhez a programhoz kapcsolódott a  Gösta Rehn és Rudolf Meidner közgazdászok által kidolgozott munkaerő piaci politika, amit Rehn-Meidner-modellnek neveznek. Ez a modell kimondta, hogy nem a kereslet növelésével állami befolyással nem elérhető a teljes foglalkoztatás, emiatt a modell kimondja, hogy az államnak a mérsékelt keresletnövelést kell alkalmaznia. A modell fő elemei: alacsony infláció, teljes foglalkoztatás, jövedelmi egyenlőség, nagy növekedési szint.

## Választói bázisa
A párt szavazói egy 2010-es felmérés szerint az alábbi társadalmi csoportokból kerülnek ki:
- Dolgozói szakszervezeti tagok
- Rokkantak
- Svédországban élő külföldiek
- Munkanélküliek
- Fizikai dolgozók,
- Közszféra alkalmazottjai,
- Nők
- 65 év feletti nyugdíjasok,
- 18-21 év közötti fiatalok

## A párt elnökei
- Claes Tholin (1896-1907)
- Hjalmar Branting (1907-1925)
- Per Albin Hansson (1925-1946)
- Tage Erlander (1946-1969)
- Olof Palme (1969-1986)
- Ingvar Carlsson (1986-1996)
- Göran Persson (1996-2007)
- Mona Sahlin (2007-2011)
- Håkan Juholt (2011-2012)
- Stefan Löfven (2012-2021)
- Magdalena Andersson (2021-)